# Am Vorabend
Am Vorabend, auch unter dem Titel Ein Blick zurück vertrieben, ist ein 1943 entstandenes deutsches Filmmelodram des Drehbuchautors Gerhard Menzel, dessen einzige Filmregie dies war, mit Rudolf Forster in der Hauptrolle eines zurückblickenden Rechtsanwalts. An seiner Seite sind eine Fülle von Stars des Dritten Reichs in weiteren Hauptrollen zu sehen, darunter E. F. Fürbringer, Hilde Körber, Hilde Weissner, Gustav Diessl und Hermann Thimig.

## Handlung
Ein Blick zurück, den erlaubt sich der erfahrene Rechtsanwalt Dr. Eugen Friderici, als er sich in Gegenwart seines Freundes, des HNO-Arztes Prof. Amersfors, an den Vorabend des Kriegsausbruch 1939, den 31. August, erinnert. Dies liegt nun drei Jahre zurück, und dieser letzte Augusttag 1939 war für Friderici ein ereignisreicher Tag. Wie stets hatte er alle Hände voll zu tun, seine Klienten verlangten ihm viel ab. Dies ging stets zu Lasten seiner Ehe mit Valentine, „Vally“ genannt, und der beiden Kinder Franz und Melanie, genannt „Meli“. Der kleine Franz hatte an diesem Tag hohes Fieber gehabt und Friderici erfährt vom behandelnden Arzt ab, dass der Junge ins Krankenhaus muss, um dort operiert zu werden. Dieser Umstand hindert Vally daran, ihren seit langem gehegten Entschluss, ihren sich kaum mehr um sie und die Kinder kümmernden Gatten zu verlassen. Sie hat auch schon einen Neuen am Haken, den Charmeur und deutlich aufmerksameren Erwin Corbach, einen Konzertpianist. Gerade hat sie wieder einen Liebesbrief von ihm erhalten. Doch Franzens Erkrankung durchkreuzt Vallys Pläne.
Unter diesen Umständen kann sich Eugen Friderici nur schwer auf seine Arbeit konzentrieren. Als er dann noch von dem Hausmädchen Thea erfährt, dass Madame den großen Schrankkoffer sucht, ahnt er schon, dass Vally ihn verlassen will. Dennoch bleibt der Ehemann merkwürdig zurückhaltend, was Lösung eigener Probleme angeht. Die schwere Erkrankung Franzens und ein weiteres Kümmernis, dass ihre ältere Tochter Melanie, eine junge Frau mit Theaterambitionen, durchmacht, bringen Valentine zur Besinnung, und sie beschließt, den Friderici-Haushalt nicht überstürzt zu verlassen. Vally bricht mit ihrem Liebhaber Erwin und erhält kurz darauf Besuch von Fanny Köhler, einer der beiden Sekretärinnen ihres Gatten. Fanny wäre einst beinah Fridericis Geliebte geworden und hätte gern von einer Scheidung ihres Chefs von Vally profitiert, muss aber nun erkennen, wie Vally sich für den Erhalt ihrer Ehe entschieden hat. Für den Abend hat Friderici all diejenigen Menschen zu sich nach Haus eingeladen, denen er heute geholfen hatte. Er hat Angst, in eine leere Wohnung heimzukehren und ist umso erstaunter, dass er daheim, am Vorabend des Zweiten Weltkriegs, doch noch seine Ehefrau, die sich für ihn entschieden hat, anzutreffen. Beide nehmen sich vor, künftig mehr füreinander da zu sein.

## Produktionsnotizen
Die Dreharbeiten zu Am Vorabend begannen am 4. Januar 1943 in den Wiener Rosenhügel-Ateliers. Der Film wurde am 1. Dezember 1944 in Berlin uraufgeführt und feierte am 16. Februar 1945 seine Wiener Premiere.
Die Produktionskosten beliefen sich auf etwa 1.229.000 RM, die Einnahmen betrugen bis Januar 1945 lediglich 95.000 RM. Das nahende Kriegsende verhinderte einen Kassenerfolg.
Willi Forsts Produktionsfirma stellte den Film unter dem Dach der von Karl Hartl geführten Wien-Film her. Produktionsleiter war Hans Somborn. Werner Schlichting und Fritz Jüptner-Jonstorff gestalteten die Filmbauten, Fred Adlmüller zeichnete für die Kostüme verantwortlich. J. A. Vesely war Aufnahmeleiter. Filmeditor Hans Wolff wirkte auch als Menzels Regieassistent. Den Ton überwachten Alfred Norkus und Gerhard Franke.

## Kritiken
Im Lexikon des Internationalen Films heißt es: „Ein durch gute Darstellung aufgewertetes Melodram.“